# Malpighia

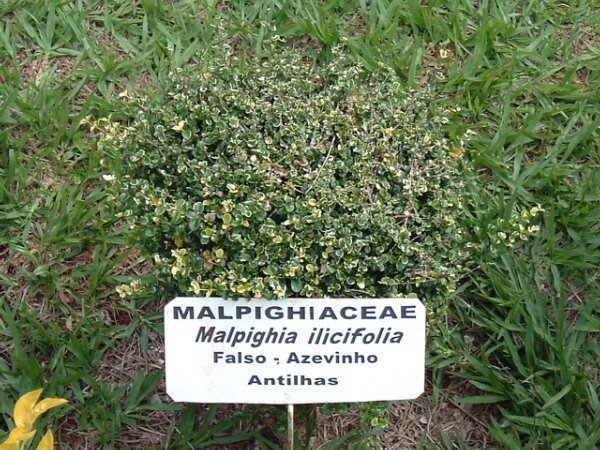
Malpighia aquifolia

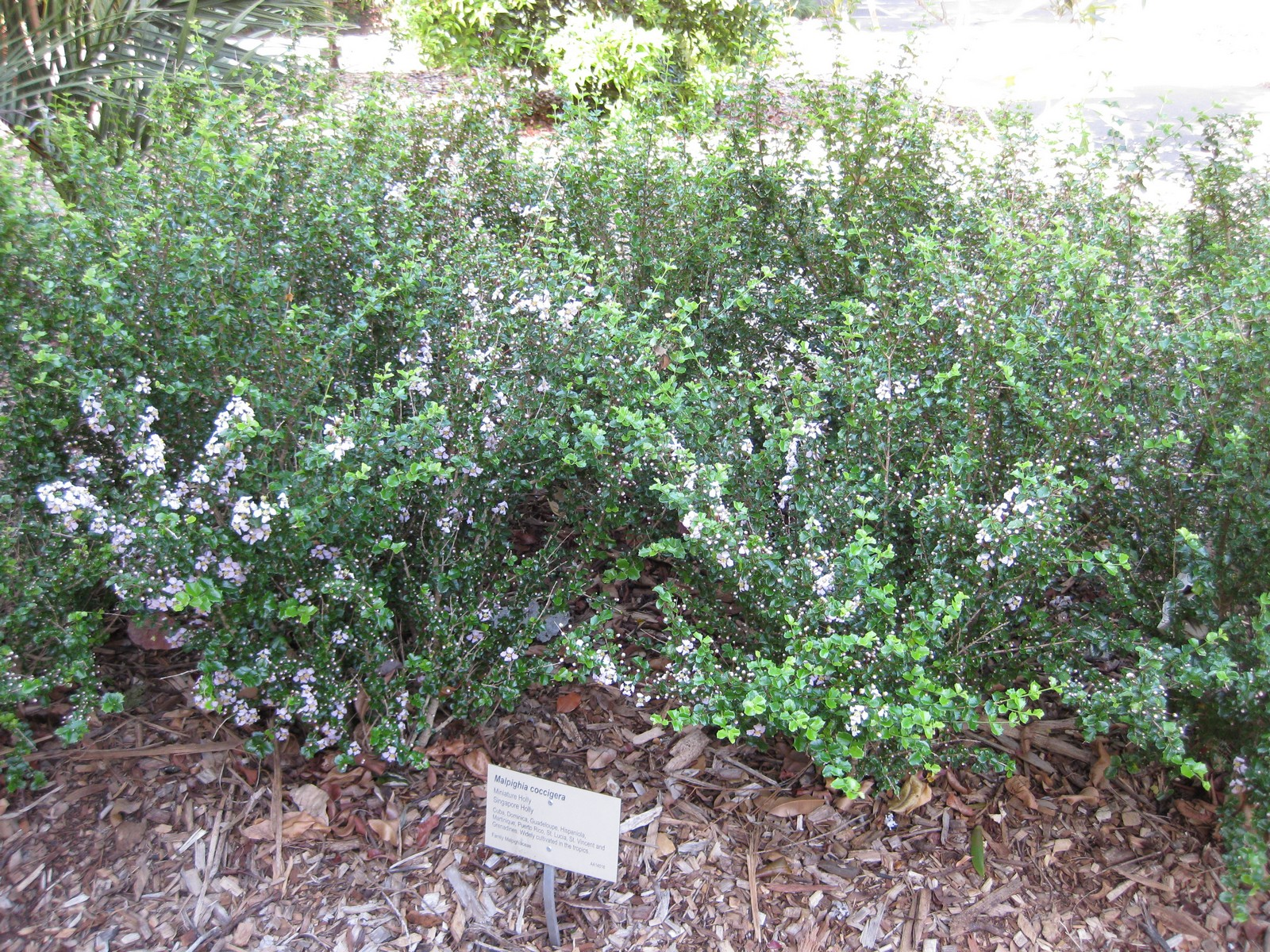
Malpighia coccigera

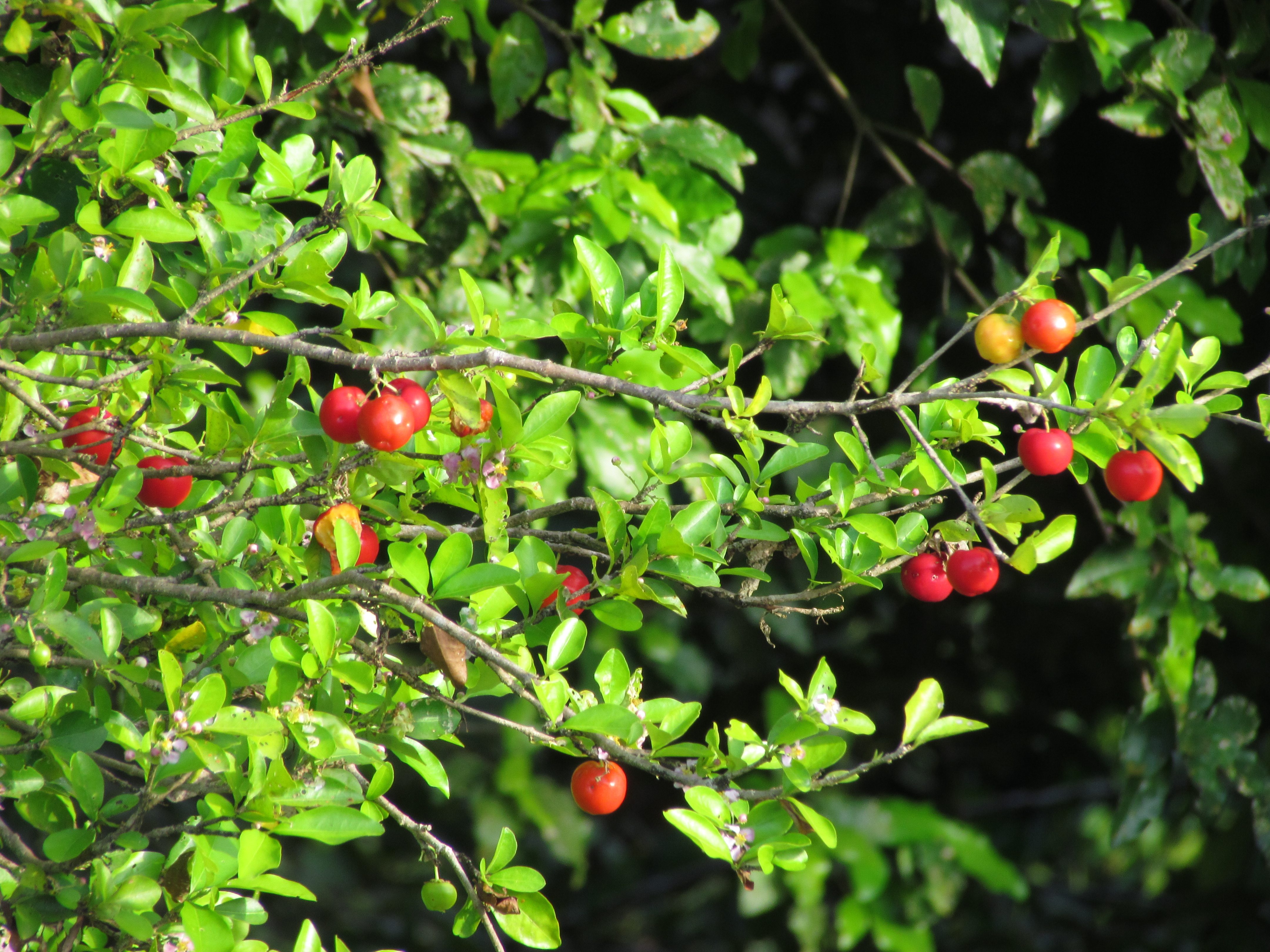
Malpighia emarginata

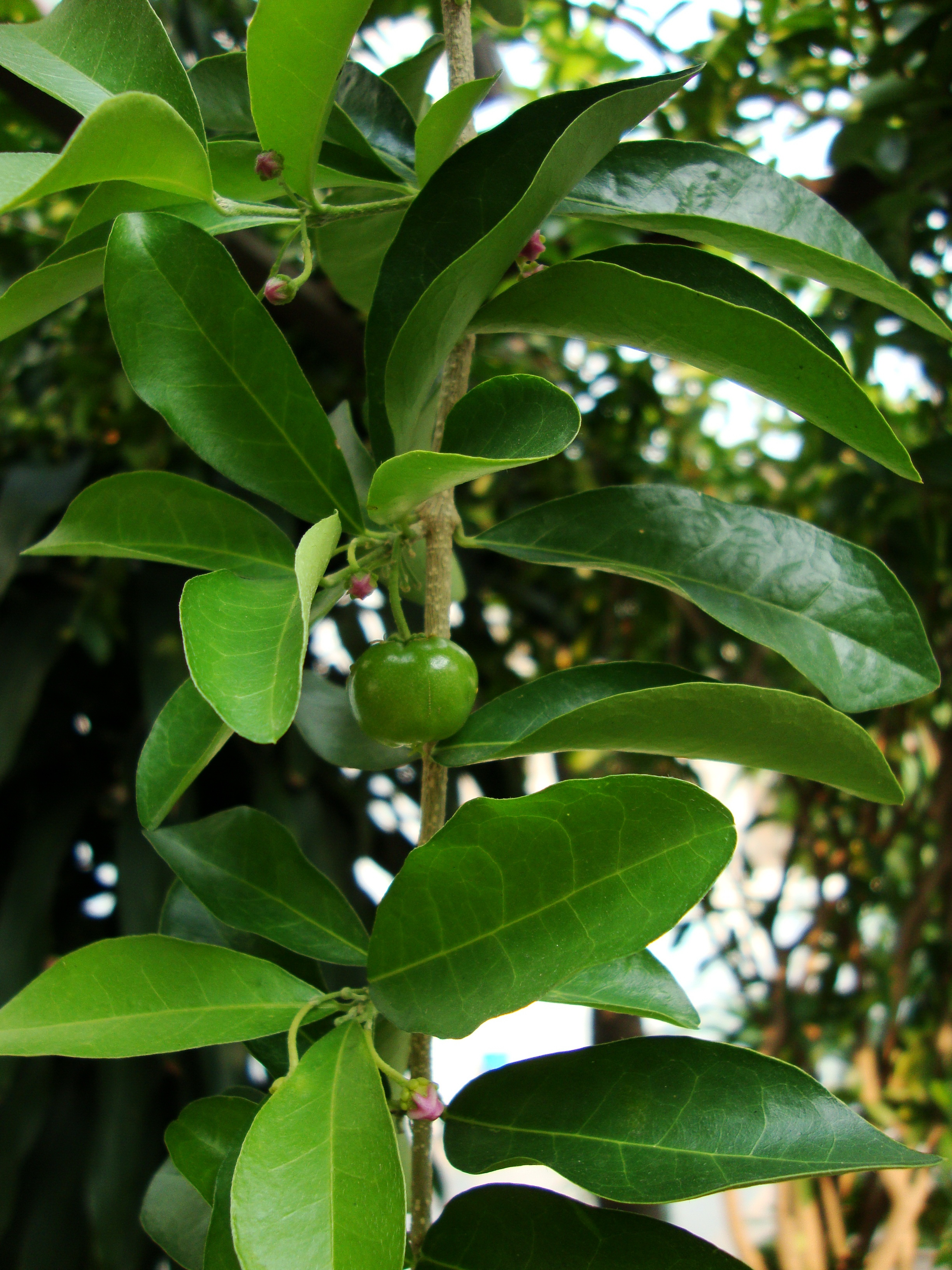
Malpighia glabra

A Malpighia a Malpighiales rendjébe és a malpighicserjefélék (Malpighiaceae) családjába tartozó nemzetség.
A Malpighiaceae növénycsalád típusnemzetsége.

## Rendszerezés
A nemzetségbe az alábbi 127 faj tartozik:
- Malpighia acunana Borhidi & O. Muñiz
- Malpighia adamsii Vivaldi
- Malpighia albiflora (Cuatrec.) Cuatrec.
- Malpighia apiculata Urb.
- Malpighia aquifolia L.
- Malpighia arborescens F.K. Mey.
- Malpighia articulata F.K. Mey.
- Malpighia atlantica F.K. Mey.
- Malpighia aurea F.K. Mey.
- Malpighia avilensis F.K. Mey.
- Malpighia azucarensis F.K. Mey.
- Malpighia bahamensis F.K. Mey.
- Malpighia bissei F.K. Mey.
- Malpighia cajalbanensis F.K. Mey.
- Malpighia capitis-crucis F.K. Mey.
- Malpighia caribaea F.K. Mey.
- Malpighia cauliflora Proctor & Vivaldi
- Malpighia cnide Spreng.
- Malpighia coccigera L.
- Malpighia cornistipulata F.K. Mey.
- Malpighia cristalensis (F.K. Mey.) F.K. Mey.
- Malpighia cubensis Kunth
- Malpighia cuneiformis F.K. Mey.
- Malpighia davilae W.R. Anderson
- Malpighia dentata F.K. Mey.
- Malpighia diversifolia Brandegee
- Malpighia dura F.K. Mey.
- Malpighia ekmanii Nied.
- Malpighia emarginata DC.
- Malpighia emiliae W.R. Anderson
- Malpighia epedunculata F.K. Mey.
- Malpighia erinacea F.K. Mey.
- Malpighia flavescens F.K. Mey.
- Malpighia fucata Ker Gawl.
- Malpighia fuertesii F.K. Mey.
- Malpighia galeottiana A. Juss.
- Malpighia glabra L. - típusfaj
- Malpighia gonavensis F.K. Mey.
- Malpighia granitica F.K. Mey.
- Malpighia guantanamensis F.K. Mey.
- Malpighia habanensis F.K. Mey.
- Malpighia haitiensis Urb. & Nied.
- Malpighia harrisii Small
- Malpighia heterophylla Griseb.
- Malpighia higueyensis F.K. Mey.
- Malpighia hintonii Bullock
- Malpighia hispaniolica F.K. Mey.
- Malpighia hondurensis F.K. Mey.
- Malpighia horrida Small
- Malpighia humilis F.K. Mey.
- Malpighia imiensis F.K. Mey.
- Malpighia incana Mill.
- Malpighia infestissima Rich. ex Nied.
- Malpighia jaguensis F.K. Mey.
- Malpighia lancifolia (Nied.) F.K. Mey.
- Malpighia latifolia F.K. Mey.
- Malpighia linearifolia F.K. Mey.
- Malpighia linearis Jacq.
- Malpighia longifolia F.K. Mey.
- Malpighia lundellii C.V. Morton
- Malpighia macracantha Urb. & Nied.
- Malpighia macrocarpa F.K. Mey.
- Malpighia manacensis F.K. Mey.
- Malpighia martiana Acuña & Roíg
- Malpighia martinicensis Jacq.
- Malpighia maxima F.K. Mey.
- Malpighia megacantha (A. Juss.) Urb.
- Malpighia melbensis F.K. Mey.
- Malpighia mexicana A. Juss.
- Malpighia micropetala Urb.
- Malpighia mirabilis F.K. Mey.
- Malpighia moncionensis F.K. Mey.
- Malpighia montecristensis F.K. Mey.
- Malpighia mucronata F.K. Mey.
- Malpighia multiflora F.K. Mey.
- Malpighia mutabilis F.K. Mey.
- Malpighia nayaritensis (Vivaldi) F.K. Mey.
- Malpighia neglecta F.K. Mey.
- Malpighia novogaliciana W.R. Anderson
- Malpighia nummulariifolia Nied.
- Malpighia obtusifolia Proctor
- Malpighia ophiticola F.K. Mey.
- Malpighia ovalis (Ekman & Nied.) F.K. Mey.
- Malpighia ovata Rose
- Malpighia ovatifolia Small
- Malpighia oviedensis F.K. Mey.
- Malpighia oxycocca Griseb.
- Malpighia palenquensis F.K. Mey.
- Malpighia pallidior F.K. Mey.
- Malpighia pasorealensis F.K. Mey.
- Malpighia phillyreifolia F.K. Mey.
- Malpighia polytricha A. Juss.
- Malpighia proctorii Vivaldi
- Malpighia pusillifolia (Ekman & Nied.) F.K. Mey.
- Malpighia racemiflora F.K. Mey.
- Malpighia racemosa F.K. Mey.
- Malpighia raunkiaeri F.K. Mey.
- Malpighia revoluta F.K. Mey.
- Malpighia reyensis F.K. Mey.
- Malpighia roigiana Borhidi & O. Muñiz
- Malpighia romeroana Cuatrec.
- Malpighia rzedowskii W.R. Anderson
- Malpighia salicifolia F.K. Mey.
- Malpighia samanensis F.K. Mey.
- Malpighia serpentinicola F.K. Mey.
- Malpighia sessilifolia W.R. Anderson
- Malpighia setosa Spreng.
- Malpighia souzae Miranda
- Malpighia spathulifolia F.K. Mey.
- Malpighia squarrosa F.K. Mey.
- Malpighia stevensii W.R. Anderson
- Malpighia suberosa Small
- Malpighia subpilosa F.K. Mey.
- Malpighia substrigosa F.K. Mey.
- Malpighia tomentosa Pav. ex Moric.
- Malpighia torulosa F.K. Mey.
- Malpighia tunensis F.K. Mey.
- Malpighia urens L.
- Malpighia velutina Ekman & Nied.
- Malpighia verruculosa W.R.Anderson
- Malpighia vertientensis F.K. Mey.
- Malpighia watsonii Rose
- Malpighia wendtii W.R. Anderson
- Malpighia wilburiorum W.R. Anderson
- Malpighia woodburyana Vivaldi ex Acev.-Rodr.
- Malpighia wrightiana Acuña & Roíg
- Malpighia yucatanaea F.K. Mey.